# Gladovec Pokupski
Gladovec Pokupski – wieś w Chorwacji, w żupanii zagrzebskiej, w gminie Pokupsko. W 2011 roku liczyła 152 mieszkańców.